# آور
آوورد (به فرانسوی: Avord) یک کمون در فرانسه است که در Canton of Baugy واقع شده‌است.

## خصوصیات
آوورد ۲۷٫۹۸ کیلومترمربع مساحت و ۲٬۶۲۸ نفر جمعیت دارد و ۱۷۳ متر بالاتر از سطح دریا واقع شده‌است.